# Diócesis de Santander
La diócesis de Santander (en latín: Dioecesis Santanderiensis) es una circunscripción eclesiástica de la Iglesia católica en España. Se trata de una diócesis latina, sufragánea de la archidiócesis de Oviedo. Desde el 16 de diciembre de 2023, su obispo es Arturo Ros.

## Territorio y organización

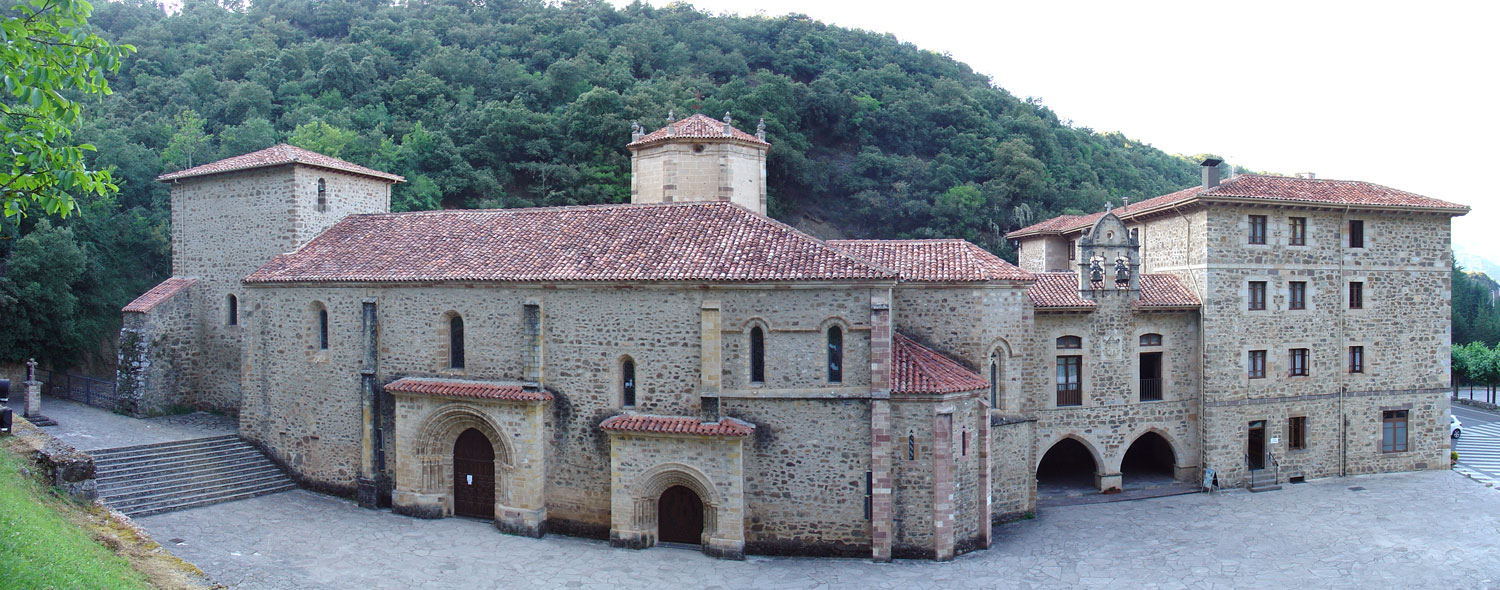
Monasterio de Santo Toribio de Liébana

La diócesis tiene 5527 km² y extiende su jurisdicción sobre los fieles católicos de rito latino residentes en la comunidad autónoma de Cantabria, excepto el municipio de Valle de Villaverde que forma parte de la diócesis de Bilbao, más el municipio de Valle de Mena en la provincia de Burgos, con 36 parroquias. Limita con las diócesis de León, Palencia y Bilbao y las archidiócesis de Oviedo y Burgos.

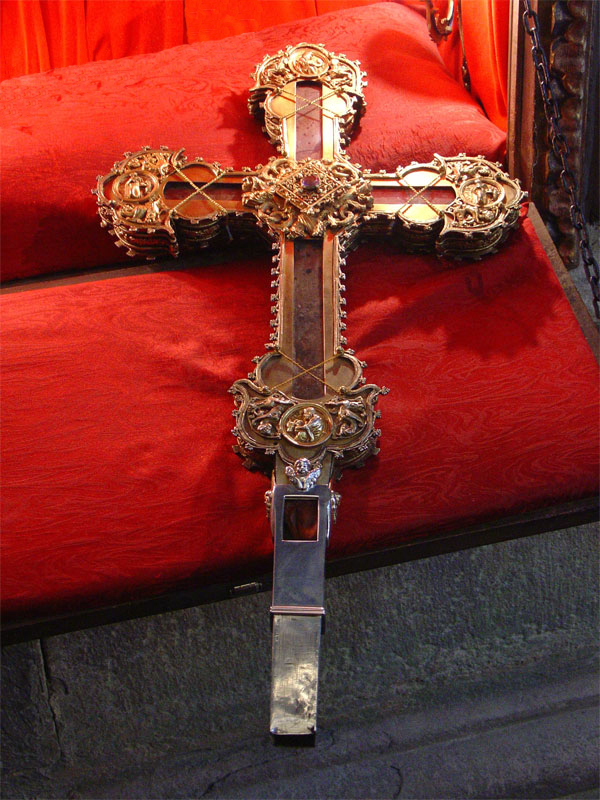
Lignum Crucis conservada en el monasterio de Santo Toribio de Liébana

La sede de la diócesis se encuentra en la ciudad de Santander, en donde se halla la Catedral de la Asunción de Nuestra Señora. En Iruz se encuentra el monasterio de Nuestra Señora del Soto y en el municipio de Camaleño se halla el monasterio de Santo Toribio de Liébana en donde se conserva el Lignum Crucis, que se cree es el fragmento más grande de la cruz de Cristo.

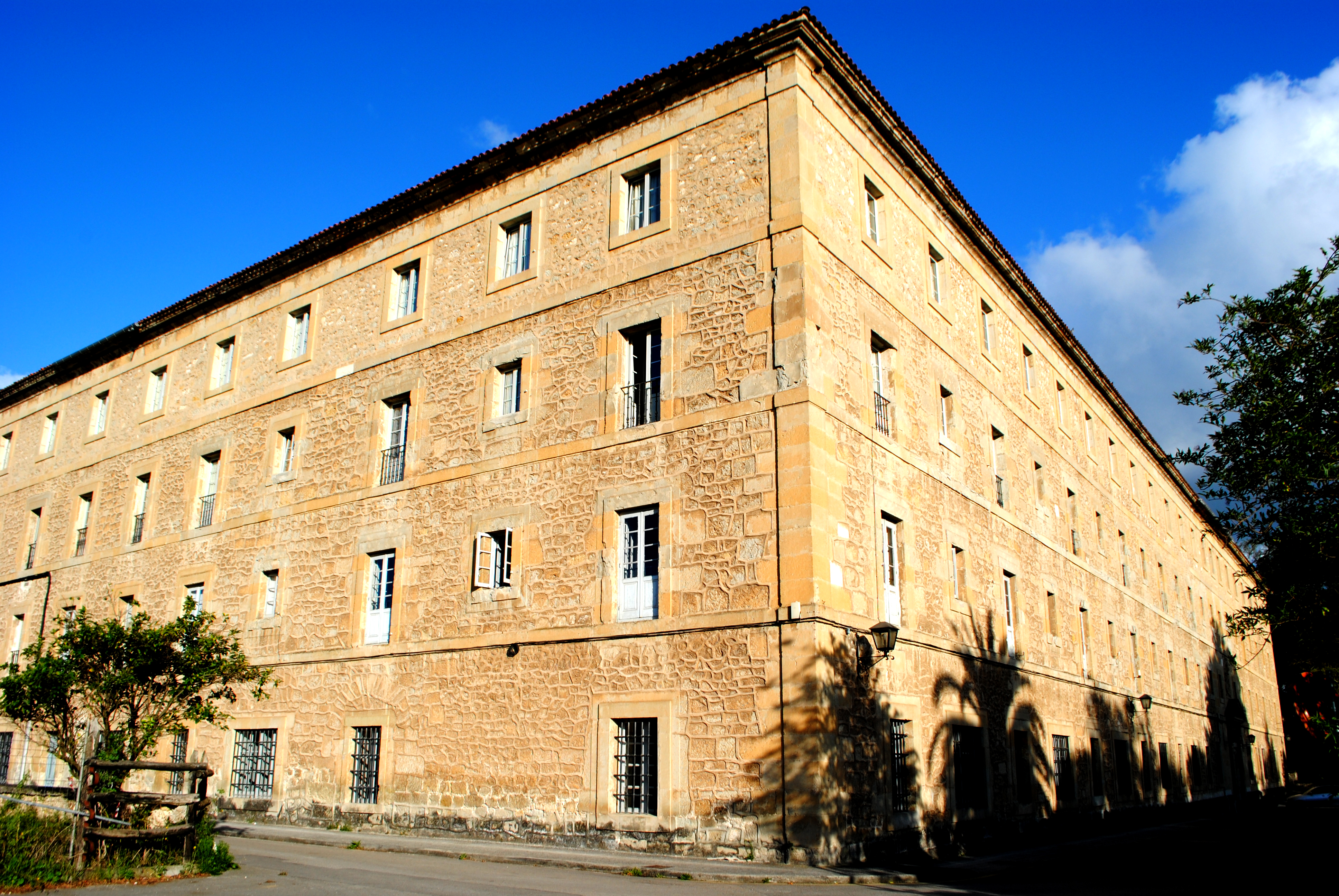
Seminario diocesano de Monte Corbán

En 2020 en la diócesis existían 615 parroquias agrupadas en 13 arciprestazgos y estos en 4 vicarías.

## Historia
La diócesis fue erigida el 12 de diciembre de 1754 con la bula Romanus Pontifex del papa Benedicto XIV, obteniendo el territorio de la archidiócesis de Burgos y de la diócesis de Oviedo (actual archidiócesis).
El 8 de septiembre de 1861 cedió una porción de su territorio para la erección de la diócesis de Vitoria mediante la bula In celsissima del papa Pío IX.
En los años siguientes, el obispo José López Crespo tuvo que sufrir el exilio por su enérgica defensa de los derechos de la Iglesia frente a la política anticlerical.
El 15 de octubre de 1852 se inauguró el Seminario Diocesano de Monte Corbán, después de casi un siglo de intentos que no pudieron realizarse debido principalmente a dificultades económicas. El edificio del seminario quedó devastado durante la guerra civil y fue reabierto en 1943. Mientras tanto, el incendio de febrero de 1941 destruyó el interior de la iglesia superior de la catedral gótica. La catedral fue reabierta al culto en 1953.
El 17 de octubre de 1954 mediante el decreto Quum sollemnibus y el 22 de noviembre de 1955 mediante el decreto Initis inter, ambos de la Congregación Consistorial, se revisaron los límites de la diócesis para hacerlos coincidir con los de la provincia civil, en aplicación del concordato entre la Santa Sede y el Gobierno español de 1953. La diócesis de Santander se expandió considerablemente, incorporando más de 200 parroquias de las archidiócesis de Oviedo y Burgos y de las diócesis de Palencia y León. Como consecuencia de este acuerdo pasaron a pertenecer a la diócesis el territorio de Tresviso desde la archidiócesis de Oviedo (1955); el arciprestazgo de Bedoya (Liébana) pasó de la diócesis de Palencia a la de León (1955) y luego a la de Santander (1956); recibió también 6 parroquias purriegas desde Palencia (1956); y las parroquias de los arciprestazgos de Reinosa, Santa Cruz, Valdeprado y la Rasa de la archidiócesis de Burgos (1956).
En 1977 se inauguró la nueva sede del seminario.

## Estadísticas
Según el Anuario Pontificio 2021 la diócesis tenía a fines de 2020 un total de 553 413 fieles bautizados.
| Año                                                                             | Población            | Población | Población      | Sacerdotes | Sacerdotes    | Sacerdotes    | Bautizados por sacerdote | Diáconos permanentes | Religiosos | Religiosos | Parroquias |
| Año                                                                             | Bautizados católicos | Total     | % de católicos | Total      | Clero secular | Clero regular | Bautizados por sacerdote | Diáconos permanentes | Varones    | Mujeres    | Parroquias |
| ------------------------------------------------------------------------------- | -------------------- | --------- | -------------- | ---------- | ------------- | ------------- | ------------------------ | -------------------- | ---------- | ---------- | ---------- |
| 1950                                                                            | 350 000              | 350 000   | 100.0          | 634        | 384           | 250           | 552                      |                      | 323        | 685        | 383        |
| 1970                                                                            | 436 000              | 436 417   | 99.9           | 676        | 489           | 187           | 644                      |                      | 414        | 1558       | 607        |
| 1980                                                                            | 515 900              | 518 871   | 99.4           | 646        | 413           | 233           | 798                      |                      | 376        | 1265       | 617        |
| 1990                                                                            | 533 885              | 536 186   | 99.6           | 554        | 340           | 214           | 963                      | 1                    | 346        | 1170       | 619        |
| 1999                                                                            | 526 585              | 530 510   | 99.3           | 503        | 300           | 203           | 1046                     | 1                    | 302        | 958        | 617        |
| 2000                                                                            | 526 127              | 530 217   | 99.2           | 496        | 294           | 202           | 1060                     | 1                    | 300        | 949        | 617        |
| 2001                                                                            | 526 949              | 531 559   | 99.1           | 486        | 291           | 195           | 1084                     | 1                    | 285        | 929        | 617        |
| 2002                                                                            | 535 458              | 540 663   | 99.0           | 479        | 288           | 191           | 1117                     | 1                    | 282        | 905        | 617        |
| 2003                                                                            | 539 410              | 545 317   | 98.9           | 484        | 290           | 194           | 1114                     | 1                    | 274        | 881        | 617        |
| 2004                                                                            | 545 937              | 552 727   | 98.8           | 474        | 287           | 187           | 1151                     | 1                    | 253        | 866        | 617        |
| 2010                                                                            | 557 409              | 592 876   | 94.0           | 452        | 266           | 186           | 1233                     | 5                    | 245        | 767        | 615        |
| 2014                                                                            | 559 000              | 595 449   | 93.9           | 411        | 244           | 167           | 1360                     | 5                    | 215        | 710        | 614        |
| 2017                                                                            | 556 404              | 585 685   | 95.0           | 376        | 220           | 156           | 1479                     | 6                    | 204        | 632        | 617        |
| 2020                                                                            | 553 413              | 584 737   | 94.6           | 334        | 201           | 133           | 1656                     | 6                    | 175        | 551        | 615        |
| Fuente: Catholic-Hierarchy, que a su vez toma los datos del Anuario Pontificio. |                      |           |                |            |               |               |                          |                      |            |            |            |

Además, según cifras oficiales, en el curso 2017-2018 se formaron 10 seminaristas en el Seminario Mayor diocesano.